# Histoire de Curitiba
L’histoire de Curitiba se compose de nombreuses périodes ayant mené à sa création.

## Période autochtones
La région de la ville actuelle de Curitiba a été autrefois une zone forestière, dominée par le pin du Paraná. Les premiers habitants de la région sont des indigènes de la tribu Tingui, appartenant à la nation des Tupi-Guarani.
Au début de l'ère chrétienne, le plateau curitibano (pt) (également connu sous le nom du primeiro planalto paranaense - premier plateau du Paraná) est habité par des peuples potiers. Sur des sites archéologiques de la périphérie de Curitiba, se rencontre des maisons souterraines qui montrent une certaine adaptation des indigènes au climat rude, comme le vent froid, le gel et la neige.
À l'arrivée des Portugais au Brésil, le plateau curitibano est occupé par des groupes de familles linguistiques Jê et Tupi-Guarani.

## Période coloniale

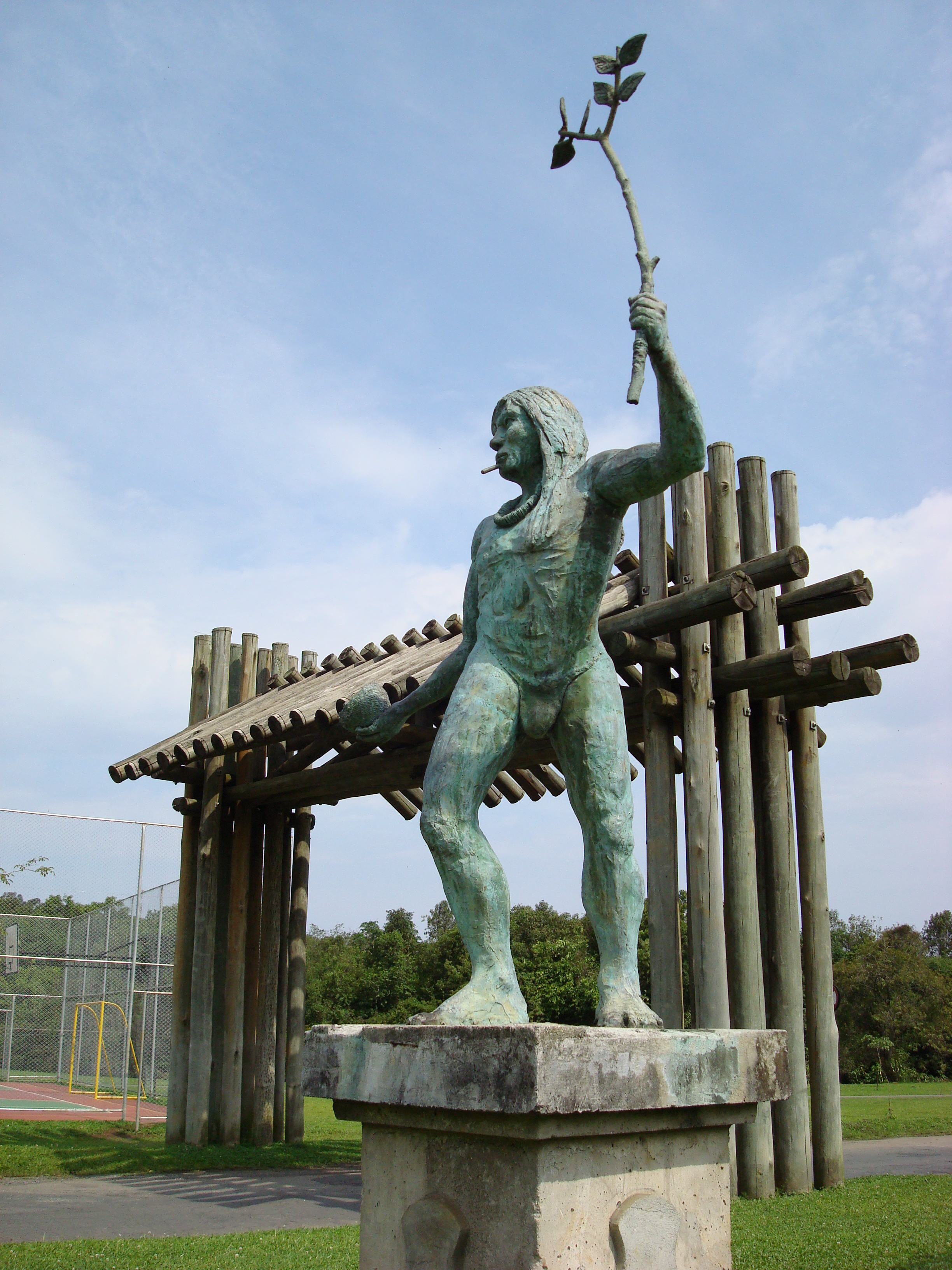
Statue de Cacique Tindiqüera, à l'entrée du Parc Tingui.

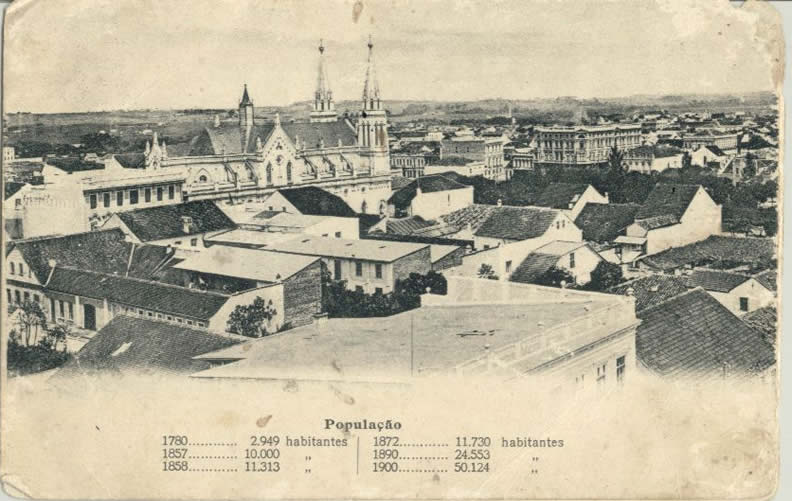
Aperçu de Curitiba, aux alentours de 1900.

Les dix premières années du XVIe siècle sont une guerre de conquête des Européens contre les peuples indigènes qui habitent alors les plateaux du sud-est et le sud du Brésil. Les expéditions portugaises et espagnoles ont pour objectif de rechercher métaux, pierres précieuses, et esclaves indigènes.
La région de Curitiba commence à se peupler de non-Indiens à partir de 1630, venant de Paranaguá, où des veines d'or sont découvertes, formant ainsi le village de Our Lady of Light and Good Jesus of Pine Forest, devenue une ville en 1693. Les Portugais fondateurs d'un village en 1693 lui donnent le nom de Vila da Nossa Senhora da Luz dos Pinhais (« Notre-Dame de la Lumière dans la forêt de pin »), devenu Curitiba en 1721.
Selon une légende, vers 1648, un groupe de pionniers fondent un petit village près de l'Atuba, alors qu'ils recherchent de l'or. Ces pionniers vénèrent Nossa Senhor da Luz et y installent un lieu particulier pour sa statue. Chaque matin, la statue ci-contre tourne ses yeux vers une forêt de pins, que les pionniers savent avoir été un lieu sacré pour les Indiens. Pour les explorateurs, Nossa Senhora leur indique ainsi l'emplacement privilégié où construire leur village. Malgré le danger représenté par le territoire indien, les pionniers prennent le risque de s'aventurer dans la forêt afin de trouver ce lieu spécial. Tandis que les pionniers s'approchent de la tribu, un miracle se produit : les Indiens, pacifiques, attendent leur venue. Après un premier contact avec le chef de la tribu Tingui, le cacique Tindiqüera leur indique le nouvel emplacement, et plante un bâton dans le sol, avec « Coré Etuba » (« de nombreux pins »). De ce bâton aurait poussé un grand arbre, où aujourd'hui se trouve la « marque zéro » de Curitiba. À cet endroit, les pionniers construisent une chapelle en l'honneur du saint, désormais appelé Nossa Senhora da Luz dos Pinhais.
Curitiba, dont l'orthographe correcte est Curityba, devient officiellement une ville en 1812. Une orthographe alternative est également utilisée, Coritiba, principalement utilisée dans articles de presse et documents d'État. Un décret de 1919 décide d'adopter l'orthographe Curitiba. La croissance de l'agglomération se base sur le commerce du bétail, un lieu de passage entre l'élevage au Sud et les marchés au Nord. L'essor de la ville débute avec le XIXe siècle, par l'exploitation et l'exportation de l'Yerba mate (Ilex paraguariensis).

## Période d'immigration
Une vague d'immigrants européens commence après 1850, principalement des allemands, des italiens, des polonais et des ukrainiens. En 1853, le sud et le sud-ouest de la province de São Paulo se scindent, et mènent à la formation de la nouvelle province du Paraná, dont Curitiba devient la capitale. L'Université Fédérale du Paraná, la première au Brésil, s'établit à Curitiba en 1913, l'année même où des tramways sont déployés.
Comme la plupart de la population du Sud du Brésil, Curitiba est principalement habitée par des Brésiliens d'ascendance européenne. Les premiers Européens à s'implanter dans la région pendant le XVIIe siècle sont d'origine portugaise, qui se marient avec les peuples autochtones et avec les esclaves africains. Au XIXe siècle, l'afflux de migrants européens augmente. En 1828, les premiers immigrants allemands s'installent à Paraná. Un grand nombre d'immigrants en provenance de l'Allemagne arrivent à Curitiba seulement au cours des années 1870, la plupart d'entre eux sont des Allemands de la Volga (Russie).

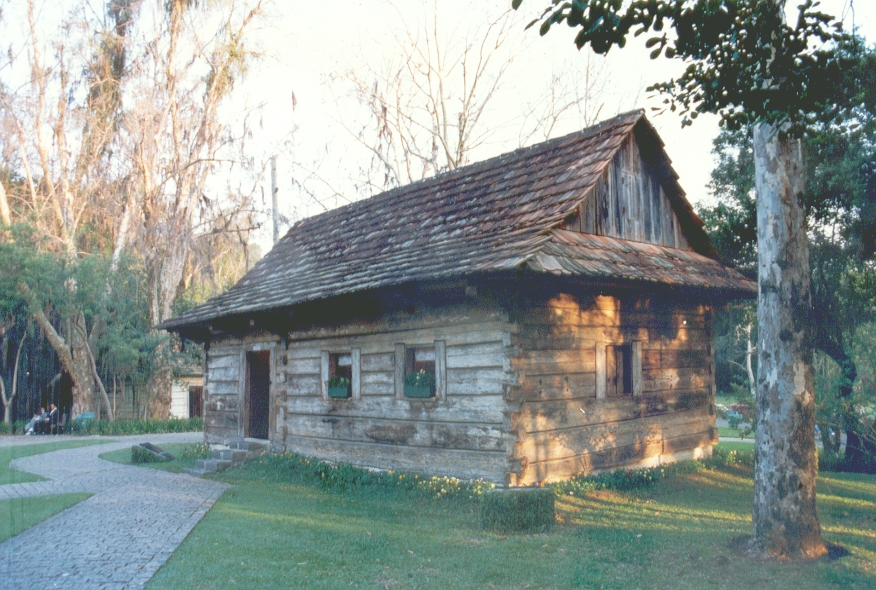
Maison typique des immigrants polonais, dans un parc de la ville.

Les immigrants polonais débarquent en 1871 et s'installent dans les zones rurales près de Curitiba. Ils ont influencé l'agriculture de la région. Curitiba est la deuxième plus grande diaspora polonaise dans le monde en seconde position derrière Chicago, et la seule ville brésilienne à disposer d'un orthographe en langue polonaise, Kurytyba.
Les immigrés italiens arrivent à Curitiba à partir de 1878. Originaires pour la plupart des régions au nord de l'Italie et principalement de Vénétie et de Trentin, ils s'installent dans le quartier de Santa Felicidade, encore un centre majeur de la communauté italienne de Curitiba.

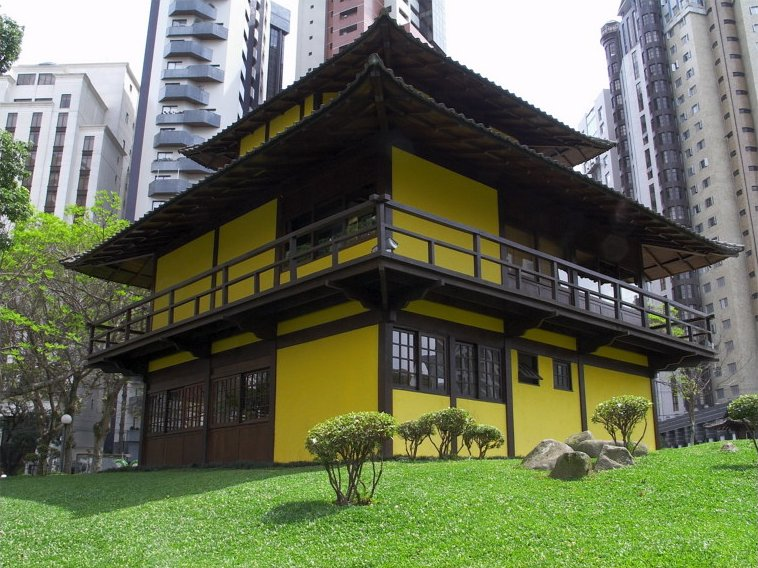
Mémorial de l'immigration japonaise dans la place japonaise.

De nombreux immigrants ukrainiens, environ 20 000, s'installent à Curitiba, la plupart entre 1895 et 1897. Ces paysans de Galice immigrent au Brésil pour devenir de petits agriculteurs. Il existe actuellement 300 000 brésiliens d'origine ukrainienne vivant à Paraná,.
Les immigrés japonais arrivent dans la région en 1915, principalement à Curitiba. Environ 40 000 japono-brésiliens y vivent aujourd'hui.
D'autres immigrants, comme des Juifs, des Libanais et de Syrie, des Anglais, des Français,, des Russes et autres Européens de l'Est s'installent également en petites communautés à Curitiba.

## XXesiècleetXXIesiècle

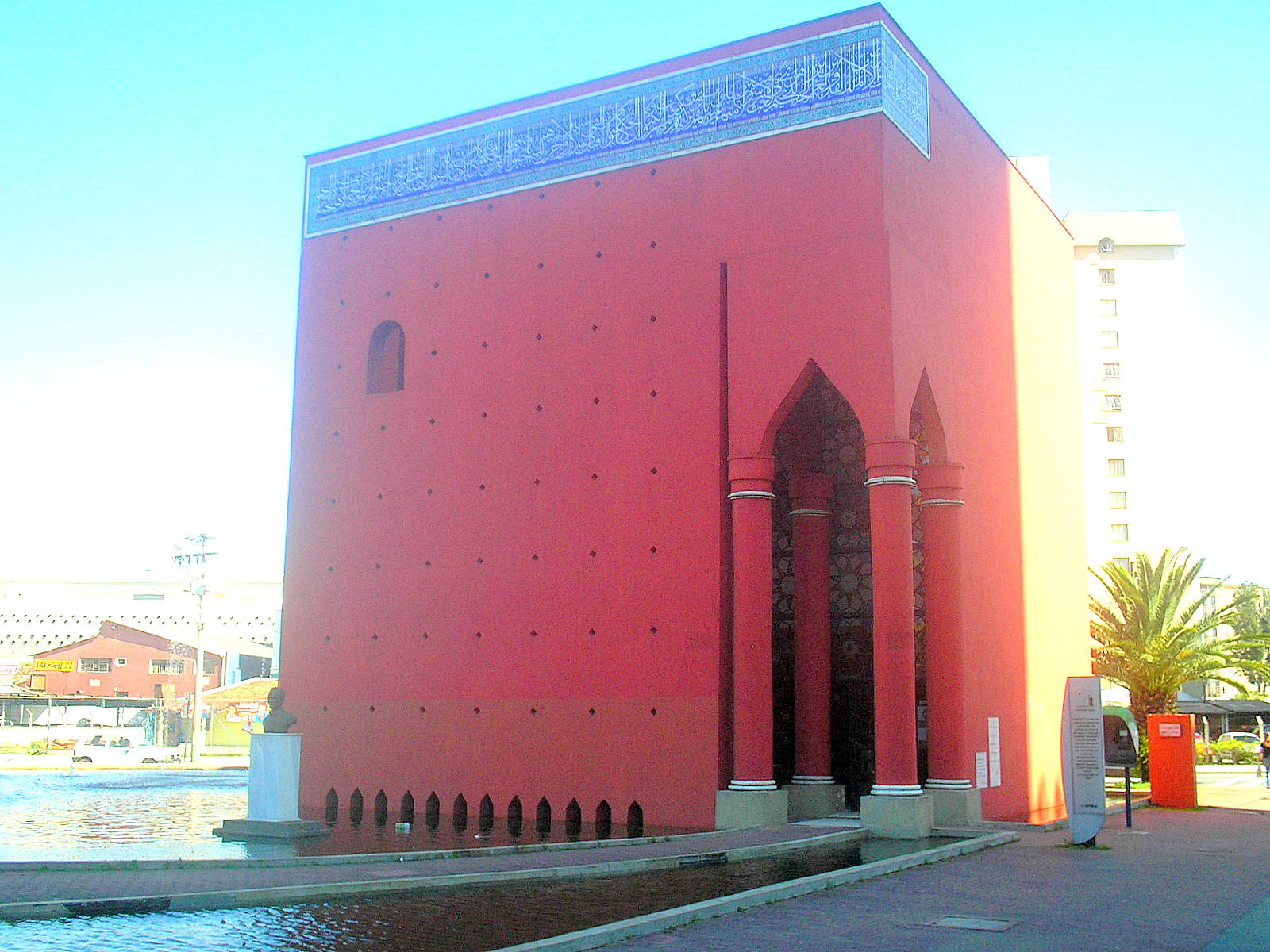
Mémorial arabe, une bibliothèque dans le style mauresque, décorée avec des mosaïques d'Iran accompagnées de textes coraniques ; l'édifice a été construit en l'honneur de la culture orientale.

Au cours du XXe siècle, et plus particulièrement dans la seconde moitié du siècle, la ville connaît une forte augmentation de sa population et devient la plaque tournante de la région pour le commerce et les services ; c'est l'une des villes les plus riches du Brésil, pionnière en matière d'urbanisme. 
Dans les années 1940 et 1950, Alfred Agache, cofondateur de la Société française des urbanistes, est choisi pour créer le plan de la ville. Il dessine des boulevards en étoile, avec des équipements publics placés au centre-ville, un quartier industriel et un complexe d'assainissement. Le projet est adopté, mais ne peut être complètement réalisé en raison de son coût .
Dans les années 1960, la population de Curitiba augmente de 430 000 individus, et certains résidents commencent à craindre que cela ne change radicalement le caractère de la ville. En 1964, le maire Ivo Arzua lance un appel d'offres pour une transformation urbaine de la ville. L'architecte Jaime Lerner - futur maire de Curibita de 1971 à 1993 - dirige une équipe de l'Université de Paraná, qui propose un contrôle strict de l'expansion urbain, une réduction de la circulation dans le centre-ville, la préservation du secteur historique de Curitiba, et un système de transport en commun pratique et abordable. Ce Plan directeur de Curitiba est adopté en 1968. Lerner ferme la rue du XV de Novembro aux véhicules, à cause d'un trafic très élevé de piétons. Le plan impose une nouvelle conception de réduction du trafic : le réseau routier trinaire, qui utilise deux rues à sens unique dans des directions opposées autour d'une petite rue à deux voies réservée aux autobus express. Cinq de ces routes forment une étoile qui converge vers le centre-ville. Un certain nombre de zones soumises à des inondations sont transformées en parcs.
Depuis 2000, l'immigration extra-américaine est réduite, sauf d'origine chinoise, et de certains pays du Moyen-Orient  (et un peu d'Amérique du Sud). Par contre, la migration brésilienne interrégionale est importante. La moitié de la population actuelle de Curitiba serait composée de migrants intérieurs.